# Niccolò di Liberatore

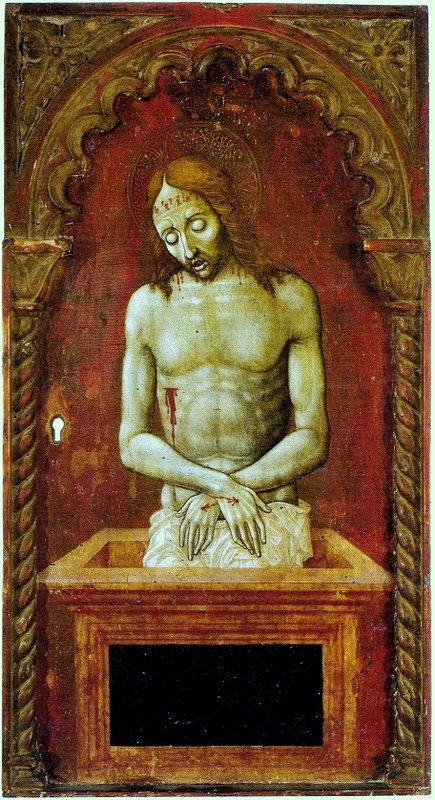
Ecce Homo, Museo de Arte de Sao Paulo.

Niccolò di Liberatore, también conocido como L'Alunno o Niccolò da Foligno (Foligno, 1430 - Foligno, 1502), fue un pintor renacentista italiano, activo en la comarca de la Umbría.

## Biografía

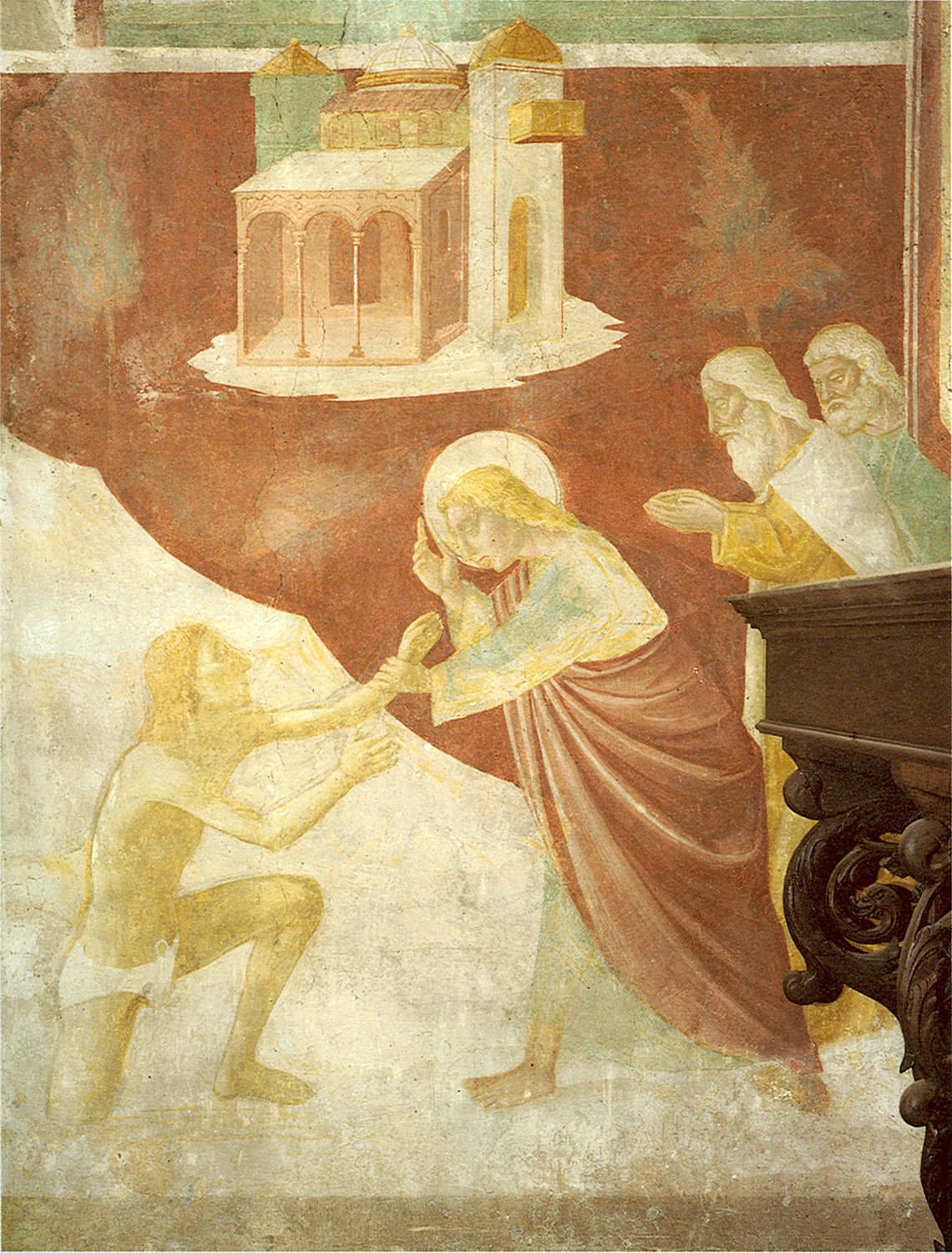
Santo Tomás y el hermano del rey, frescos de Santa Maria in Campis.

Hijo de un modesto pintor, comenzó su aprendizaje junto a Bartolomeo di Tomaso, para después continuar con el que sería su suegro, Pietro Mazzaforte y sobre todo, Benozzo Gozzoli. La simplicidad que adquirió junto a su primer maestro fue modificada por la influencia de la escuela florentina.
Comenzó a trabajar junto a Mazzaforte en los frescos de Santa Maria in Campis (1456-58). Parece que mantuvo con su suegro una larga colaboración profesional que se prolongó durante bastantes años. Su primera obra documentada (1458) se conserva en la iglesia franciscana de Deruta, cerca de Perugia (Virgen entronizada con santos y Jacobus Rubeus, Pinacoteca Comunale, Deruta), que le relaciona estilísticamente con Gozzoli. Pintó estandartes para procesiones, así como palas de altar y todo tipo de obras religiosas. Parece que Andrea di Luigi, Pinturicchio y el Perugino figuraron entre sus alumnos.
En su fase madura, Niccolò acusa la influencia de artistas como Antonio y Bartolomeo Vivarini, y Carlo Crivelli. A partir de 1480 trabaja casi siempre en colaboración con su hijo, Lattanzio di Niccolò (doc. 1480-1527).
Giorgio Vasari atribuye equivocadamente sus obras a un maestro Alunno da Foligno, malinterpretando una inscripción en la base de su gran políptico de la iglesia de San Nicolò, donde el pintor se designa a sí mismo como Alumnus Fulginiae o Nicholaus Alumnus Fulginiae, que en realidad quiere decir Nicolò ciudadano de Foligno.

## Obras destacadas

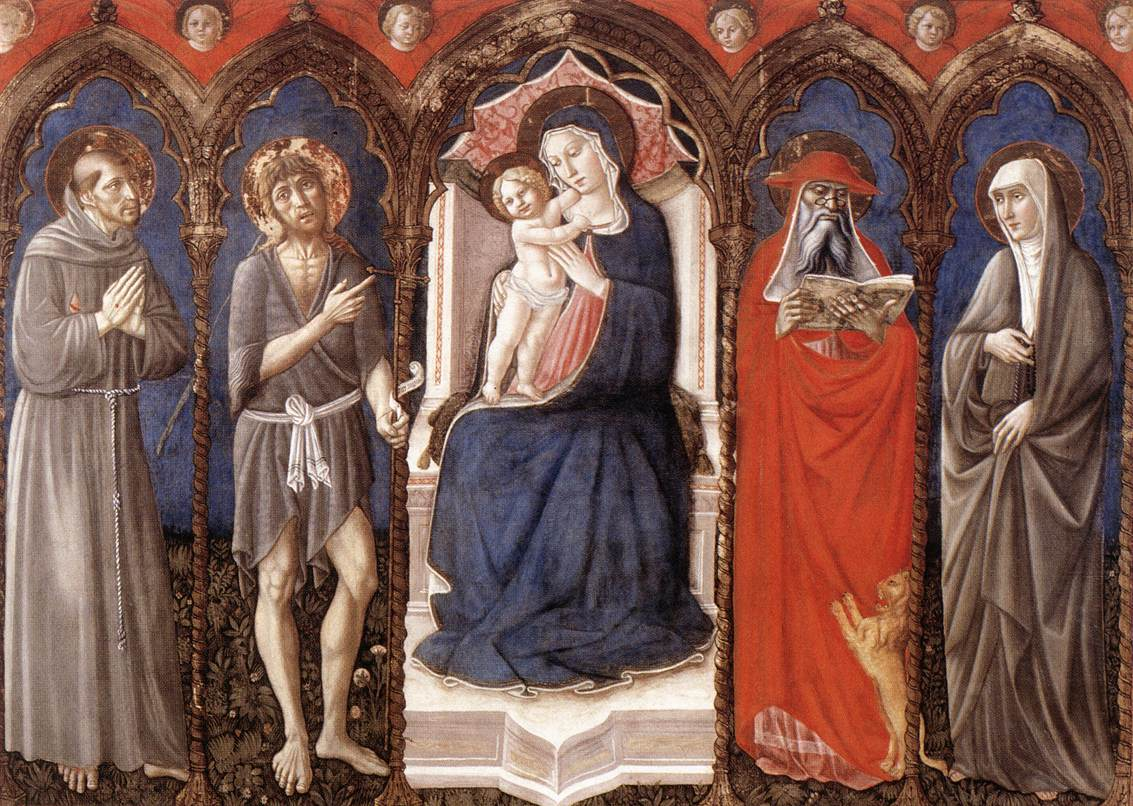
Virgen entronizada con cuatro santos, Galleria Nazionale d'Arte Antica, Roma.

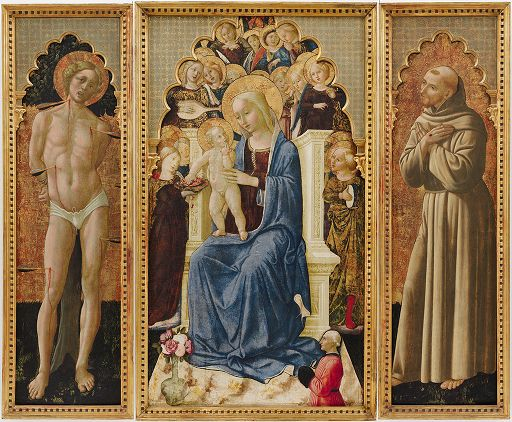
Virgen entronizada entre San Sebastián y San Francisco, Harvard Art Museum.

- Frescos en Santa Maria in Campis, Foligno (1456-58)
- Virgen entronizada con santos y Jacobus Rubeus (1458, Pinacoteca Comunale, Deruta)
- Virgen entronizada con santos (New Haven, Universidad de Yale)
- Frescos de la Capilla de Santa Anna, Spello (1461)
- Crucifixión (1461, Pinacoteca Comunale, Spello)
- Virgen con niño y santos (1462, Museo Capitolare, San Rufino, Asís)
- Políptico (1465, Pinacoteca di Brera, Milán)
- Anunciación (1466, Galleria Nazionale della Umbria, Perugia)
- Políptico (1466, Pinacoteca Vaticana, Roma)
- Tríptico (1468, Pinacoteca Comunale, San Severino Marche)
- Virgen entronizada con cuatro santos (1468, Galleria Nazionale d'Arte Antica, Roma)
- Políptico de San Francisco (1471, Pinacoteca Comunale, Gualdo Tadino)
- Políptico de San Venanzio (1478-80, Museum of Fine Arts, Boston)
- Retablo de San Francisco (1482, San Francesco, Canara)
- Políptico (1483, Pinacoteca Comunale, Nocera Umbra)
- San Jerónimo (Loyola University Museum of Art, Chicago)
- Virgen entronizada con San Sebastián y San Francisco (Harvard Museum of Art)
- Frescos en la Porziuncola, (Santa Maria degli Angeli, Asís), destruidos
- Políptico de San Nicolo da Foligno (1492, predela conservada en el Museo del Louvre, París)
- Crucifixión con santos (1497, Pinacoteca Civica, Terni)
- San Bernardino de Siena (1497, Museum of Fine Arts, Budapest)
- Crucifixión (1502, Rijksmuseum, Ámsterdam)
- Martirio de San Bartolomé (1502, San Bartolomeo, Foligno), obra inconclusa a su muerte y completada por su hijo Lattanzio.